# ジャクソン (ミズーリ州)
ジャクソン（Jackson）は、アメリカ合衆国ミズーリ州の都市。ケープジラード郡の郡庁所在地である。人口は1万5481人（2020年）。ミシシッピ川沿いの港町ケープジラード近郊に位置している。

## 概要
町の住人は主にケープジラード市に通勤する。車で約30分程。

## 地理
ジャクソンは、北緯37度22分48秒、西経89度39分29秒 (37.379941, -89.658118) に位置している。
アメリカ合衆国統計局の調査によると、26.2km2を占め、26.2km2が陸であり、0.1km2未満が池や川である。0.10%を水域が占めている。

## 人口動勢
人口は11,947人（2000年国勢調査）。11,947人が住んでおり、4,708の世帯、3,385の家族が住んでいる。人口密度は、455.8人/km2である。4,962件の住居があり、189.3件/km2である。人口の96.57%が白人、1.36%がアフリカ系アメリカ人、0.28%がアメリカ先住民、0.56%がアジア系、0.03%がハワイやグアムなどの太平洋の島々からの移民、0.19%がそのほかの民族や人種、1.01%が2つ以上の民族や人種を親に持ち、0.76%がヒスパニック系である。
4,708世帯のうち、36.9%が18歳未満の子供と一緒に生活しており、59.2%は夫婦で生活している。9.9%は未婚の女性が世帯主であり、28.1%は家族以外の住人と同居している。25.1%は独身の居住者が住んでおり、11.9%は65歳以上で独身である。1世帯の平均人数は2.50人であり、結婚している家庭の場合は、2.98人である。
人口の26.6%が18歳未満で、8.2%が18歳から24歳、29.9%が25歳から44歳、21.3%が45歳から64歳、14.0%が65歳以上である。平均年齢は36歳である。女性100人に対し、89.8人が男性である。18歳以上の女性100人に対し、85.8人が18歳以上の男性である。
1世帯の平均年収は、40,412ドルであり、結婚している家庭の場合は45,854ドルである。男性の平均収入が35,212ドルであるのに対し、女性は19,994ドルである。住民1人当たりの収入は18,799ドルであり、人口の6.7%、5.0%の家庭が貧困線以下にある。18歳未満の6.7%、65歳以上の11.8%が貧困線以下にある。